# Stazione di Boston Nord
La stazione di Boston Nord (in inglese: Boston North Station), più comunemente nota come North Station, è uno dei due scali ferroviari principali, insieme alla stazione di Boston Sud, della città di Boston. Fu inaugurata nel 1898.

## Movimento
La stazione è servita dalle linee Fitchburg, Haverhill, Lowell e Newburyport/Rockport del servizio ferroviario suburbano MBTA Commuter Rail.